# ديجافو (صيغة ملفات)
DjVu (تُنطق: ديجا فو) هي أحد أنساق/صيغ الملفات المستخدمة في الحاسوب.
وقد صُمم هذا النوع بشكل أساسي لتخزين الصور المدخلة للحاسوب بواسطة الماسح الضوئي (السكانر) وهذا الملحق أو نوع الملف يتميز بتقنيات متقدمة كتقنية فصل طبقات الصور وتقنية التحميل التقدمي [الإنجليزية] وتقنية الترميز الحسابي والتي تسمح بجودة تشغيل عالية، بالإضافة إلى صغر حجم المساحة التخزينية لملفاتها بالمقارنة مع ملفات نسق المستندات المنقولة (PDF).
أكثر من 90 بالمئة من المعلومات الموجودة على وجه الكرة الأرضية متوافرة ومخزنة على الورق، وتحتوي العديد من هذه المستندات الورقية على رسومات ومخططات ملونة وقد تحتوي على الصور الفوتوغرافية التي تمثل مضمون علميا مهما. وتقريباً، لا يوجد أي من هذه المراجع القيمة على الشبكة العالمية (الإنترنت).
هذا يكون عادة بسبب أن مسح مثل هذه المستندات والوثائق ووضعها على موقع الويب يتضمن العديد من المشاكل في أفضل الأحوال، ففي الوقت الذي تكون فيه الدقة والجودة العالية ضرورية لضمان القدرة على قراءة النص والحفاظ على جودة الصور نرى أن حجم الملف يكون ضخماً جداً بالنسبة لسرعة تحميل الملفات المقبولة. فتقليل الدقة كي تناسب سرعة التنزيل يعني مصادرة الجودة والوضوح.
صيغ الويب المتعارف عليها مثل JPEG وGIF وPNG تنتج ملفات صور بحجم كبير مع دقة مقبولة. نتيجة لذلك، يكون مطورو المواقع غير قادرين بشكل كبير على تفعيل المواد المطبوعة.
ديجافو (تلفظ “ديجا فو”) هي تقنية جديدة لضغط الصور طورت منذ عام 1996 في معامل شركة AT&T الأمريكية للاتصالات لحل تلك المشكلة على وجه التحديد.ديجافو تسمح بنشر الصور الممسوحه ضوئيا من الوثائق مثل الوثائق الرقمية، والصور الفوتوغرافيه وبدقة عالية جدا على الشبكة العالمية (الإنترنت).
ديجافو يسمح للمطورين بمسح محتوى عالي الدقة للألوان من صفحات الكتب، والمجلات، والكتالوجات، والكتيبات والصحف والوثائق التاريخية أو القديمة، وجعلها متاحة على الشبكة العالمية (الإنترنت).

## وصلات خارجية
- الموقع الرسمي
- موقع لتحميل كتب بصيغة djvu
- أمثلة للوثائق بصيغة ديجافو
- برامج لفتح ملفات ديجا فو
- What is DjVu (إنجليزي)